# 133068 Lisaschulze
133068 Lisaschulze è un asteroide della fascia principale. Scoperto nel 2003, presenta un'orbita caratterizzata da un semiasse maggiore pari a 2,2478872 UA e da un'eccentricità di 0,1530237, inclinata di 6,01358° rispetto all'eclittica.